# Enseignement du fait religieux
L’enseignement du fait religieux constitue l’une des modalités possibles d’un enseignement concernant le religieux.
Il résulte de la sécularisation progressive (et inégalement aboutie selon les pays) d'un enseignement religieux qui, au départ, était souvent de type confessionnel en fonction du statut reconnu à une religion donnée dans un État. Il met l'accent sur l'acquisition de connaissances objectives et vérifiées sur le religieux et non pas sur l'intériorisation d'une vision croyante au sein d'un système religieux particulier. La plupart des États européens incluent un cours d'éducation religieuse obligatoire dans les écoles publiques (mais généralement associé à une possibilité de dispense). La France se distingue par l'absence de discipline spécifique, l'enseignement du fait religieux étant dispensé à travers les disciplines existantes par un enrichissement des programmes.

## Description
L’expression "enseignement du fait religieux" s’est imposée dans le contexte français à la suite du rapport de Régis Debray sur « L’enseignement du fait religieux dans l’école laïque » (2002) pour signifier qu’il ne s’agit pas d’un enseignement religieux, c’est-à-dire confessionnel, mais d’un enseignement de type scientifique qui porte sur des faits de civilisation, au même titre que les faits économiques, sociaux, culturels. Même si la dénomination porte la marque du contexte français, un tel enseignement existe également dans beaucoup d’autres pays, en Europe et en Amérique du Nord, mais comme résultat d’une évolution progressive vers la neutralité et l’objectivité scientifiques d’un cours de religion à l’école primaire ou secondaire qui était au départ de type confessionnel. L’enseignement du fait religieux constitue dans ce cas un point d’aboutissement qui témoigne de la sécularisation de l’étude des religions dans l’enseignement primaire et secondaire.

## Quelques exemples en Europe

### Irlande
La religion chrétienne est inscrite dans la Constitution, qui rend hommage à la Sainte Trinité. L’enseignement est de type confessionnel et obligatoire.

### Grèce
L’Église orthodoxe autocéphale est Église d’État. L’enseignement est de type confessionnel et obligatoire en vertu de l'article 16,  paragraphe 2 de la Constitution grecque de 1975 qui stipule que « l'instruction (…) a pour but l'éducation morale, culturelle, professionnelle et physique des Hellènes, ainsi que le développement de leur conscience nationale et religieuse et leur formation comme citoyens libres et responsables ». Jusqu’en 2002, seuls des instituteurs de confession orthodoxe pouvaient dispenser le cours de religion orthodoxe. Depuis cette date, tous les enseignants le peuvent quelle que soit leur confession, ce qui est le signe d'une amorce de sécularisation de cet enseignement. Autre signe allant dans le même sens : depuis 2002 aussi, n’importe quel élève peut être dispensé de ce cours au nom des convictions religieuses ou philosophiques exprimées par ses parents, alors que cette faculté de dispense était antérieurement réservée aux élèves qui déclaraient une autre appartenance religieuse que l'Orthodoxie.

### Espagne
Depuis mai 2006, l’instruction « religieuse » est une matière facultative proposée aux élèves. Ceux-ci peuvent opter pour une version confessionnelle de l'option (catholique, évangélique, islamique ou juive) ou pour une version aconfessionnelle ; ils peuvent aussi simplement renoncer à cette option.

### Portugal
L’enseignement est assuré dans les écoles publiques par l’Église catholique, mais avec un principe affiché de neutralité.

### Royaume-Uni
Au Royaume-Uni, l'instruction religieuse est appelée éducation religieuse. L'enseignement religieux est structuré différemment dans chacun des quatre pays du Royaume-Uni.
En Angleterre où l’État et l’Église anglicane sont des institutions partenaires et non rivales dans l’éducation, il existe un enseignement de religion (Religious education) en tant que matière obligatoire dans l’enseignement public. Ce cours a été organisé par la loi sur l’éducation de 1944, texte modifié en 1988.  En Angleterre, l'éducation religieuse occupe une position inhabituelle dans le programme scolaire. C'est parce que l'éducation religieuse fait partie du « programme de base » et non du « programme national ». Depuis l'époque de la loi de 1870 sur l'enseignement élémentaire, une clause légale a été incluse pour permettre aux parents de retirer leurs élèves, pour quelque raison que ce soit, des cours d'éducation religieuse.
En Angleterre, la législation la plus récente concernant l'éducation religieuse est la loi de 1988 sur la réforme de l'éducation. Cette loi établit que chaque autorité locale doit créer un programme contenant les objectifs et le contenu des cours d'éducation religieuse. Une autorité locale doit organiser un Conseil consultatif permanent sur l'éducation religieuse [en anglais, l'abréviation SACRE est couramment utilisée], qui implique des représentants des communautés religieuses locales, des enseignants et l'autorité locale elle-même.
Il y a peu d'orientations gouvernementales sur ce qu'une autorité locale et un conseil consultatif permanent sur l'éducation religieuse doivent inclure dans leur programme, mais la loi de 1988 sur la réforme de l'éducation indique clairement qu'un programme doit « refléter le fait que les traditions religieuses en Grande-Bretagne sont dans le chrétien principal tout en tenant compte de l'enseignement et des pratiques des autres principales religions représentées en Grande-Bretagne. La loi de 2010 sur les académies a introduit les académies en Angleterre. Les académies sont financées par l'État, mais restent hors du contrôle des autorités locales. Bien que les responsables de l'académie puissent choisir de continuer à suivre le programme convenu localement pour leur région, aucune obligation légale ne les oblige à le faire.
Entre 2017 et 2020, un projet de l'Université de Birmingham a examiné les perspectives personnelles et les convictions professionnelles des enseignants d'ER en Angleterre. Le rapport final de ce projet a fait ressortir quatre principales conclusions, basées sur 30 entrevues et 314 répondants au sondage. Premièrement, il a été constaté que les visions personnelles du monde informaient la vision des enseignants d'ER de ce que devrait être la matière, ce qui sous-tendait leur motivation à enseigner la matière. Il y a toujours eu un débat sur la question de savoir si les enseignants d'ER devraient s'efforcer d'être neutres ou impartiaux en classe ; cependant, cette constatation suggère qu'un tel poste n'est peut-être pas souhaitable du tout pour l'enseignant d'ER. Le rapport précise également que les enseignants d'ER se sont toujours avérés avoir des opinions justes et tolérantes sur les autres religions et visions du monde. Il y avait un fort accord parmi les enseignants d'ER de l'échantillon sur le fait que l'ER contribue au développement du caractère, avec 97,7 % des enseignants d'ER fortement d'accord ou d'accord avec ce sentiment. Les enseignants d'ER de confession religieuse étaient plus susceptibles de penser que les religions elles-mêmes promeuvent une bonne moralité. Dans un article de journal publié ultérieurement, des différences dans la manière dont les enseignants des écoles confessionnelles et non confessionnelles abordent la connaissance et la compréhension de la vertu ont également été identifiées.

### Danemark
L’Église nationale est l’Église luthérienne. La, il ne s’agit plus de catéchèse mais à chaque degré de l’« école du peuple » il existe un cours non obligatoire de « connaissance du christianisme ».

### Belgique
Les établissements publics permettent un choix entre, d’une part, un cours de religion organisé par l’un des six cultes reconnus (catholique, protestant, anglican, orthodoxe, juif et islamique) et, d’autre part, un cours dit de « morale non confessionnelle ». Le contenu de ces cours et le recrutement des enseignants sont du ressort des instances religieuses. Cependant, le fédéralisme belge complexifie la situation : ainsi, dans la communauté flamande, le cours de morale non confessionnelle est assuré par une association laïque de libres penseurs et n’est donc pas considéré comme neutre, alors que dans les communautés francophones et germanophones, c’est le gouvernement qui organise le cours de morale non confessionnelle, qui dès lors peut juridiquement être considéré comme un cours « neutre » ce qui implique l'impossibilité de demander une dispense.

### Suisse
En Suisse, l'enseignement sur le religieux est en pleine évolution : au départ, chacun des cantons mettait en œuvre un cours de religion confessionnel catholique ou protestant, puis on est passé à un cours œcuménique de culture biblique, pour aboutir actuellement (en particulier dans les cantons romans) à un cours de culture religieuse obligatoire pour tous les élèves sous la responsabilité des États cantonaux.

### Allemagne
L’éducation varie selon les länder. L’enseignement religieux chrétien fait partie des programmes officiels, souvent sous contrôle des Églises, et les notes obtenues en religion comptent pour le passage dans la classe supérieure.

### Vers une convergence des évolutions européennes
À partir de situations de départ différentes dans l'enseignement religieux, les pays européens connaissent une évolution qui tend à transformer le cours de religion en enseignement de culture religieuse, donc un enseignement du fait religieux au sens strict. Cet enseignement correspond à une approche des faits religieux s’adressant à tous les élèves d’une même classe et dans le cadre d’un enseignement inscrit dans le cadre déontologique de neutralité et d'égalité propre à l’école publique. Les différents modèles européens d'enseignement religieux sont confrontés à des défis similaires en raison de développements comparables, notamment une extension ou une transformation du pluralisme religieux et un déclin de l'appartenance religieuse dans la population.

#### Pour la Belgique
- Henri Derroitte, Donner cours de religion catholique. Comprendre le Programme du secondaire, Bruxelles, Lumen Vitae / De Boeck, 2009, 222 p.  (ISBN 978-2-87324-376-0).
- Henri Derroitte, André Fossion (Dir), Cours de religion et citoyenneté à l'heure de l'interconvictionnel, coll. Haubans, no 8, Namur, Lumen Vitae, 2015, 194 p.,  (ISBN 978-2-87324-528-3).
- Herman Lombaerts, Didier Pollefeyt, Pensées neuves sur le cours de religion, coll. Haubans, no 3, Bruxelles, Lumen Vitae, 2009, 112 p.,  (ISBN 978-2-87324-351-7).
- Arnaud Join-Lambert, Enseignement de le religion et expérience spirituelle, coll. Haubans, no 2, Bruxelles, Lumen Vitae, 2007, 132 p.,  (ISBN 978-2-87324-306-7).
- Jean-Marie Vandermeer (Dir.), Pour "une nouvelle présence" de l'enseignement catholique au sein de la laïcité, coll. Haubans, no 1, Bruxelles/Paris, Lumen Vitae/Éd. de l'Atelier, 2007, 198 p.,  (ISBN 978-2-87324-286-2).
- Jean-Marie Steffens, Un enseignement "libre et autonome". Essai sur l'identité de l'enseignement catholique en Belgique francophone, coll. Théologies pratiques, Bruxelles, Lumen Vitae, 2002, 198 p.,  (ISBN 2-87324-176-4).
- Groupe Martin V, Religions, morales et philosophie à l'école. Comment penser ensemble ?, coll. Regards croisés, no 4, Presses universitaires de Louvain, 2004, 101 pp.,  (ISBN 978-2-93034-435-5)